# نورتن سكيوريتي
نورتن سكيوريتي (بالإنجليزية: Norton Security)‏ هو برنامج أمني متعدد المنصات من تطوير شركة سيمانتك يوفر الحماية للأجهزة الإلكترونية من البرمجيات الخبيثة، بالإضافة أدوات مختصة في مكافحة سرقة البيانات الشخصية.
يملك البرنامج الصلاحيات للوصول إلى جدار الحماية الناري الشخصي وتحديد البريد الإلكتروني المزعج وكذا حماية الجهاز من محاولات التصيد. أطلق البرنامج في 23 سبتمبر 2014 كجزء من خط إنتاج خاص بمنتجات سيمانتك نورتن الخاصة بتأمين الإنترنت، وقد جاء البرنامج لخلافة نورتن إنترنت سكيورتي.

## تاريخ البرنامج
في محاولة لتوسيع وخط إنتاج منتجات نورتن، أصدرت سيمانتك تسعة منتجات جديدة مستقلة عن بعضها البعض قصد تعزيز سمعتها في مجال أمن الإنترنت، بينهم البرنامج المتخلى عنه مؤخرا نورتن إنترنت سكيورتي (بالإضافة إلى نورتن 360)، بعد دورة من الإصدارات التي استقرت عند 22 نسخة حيث كانت النسخة رقم 22 هي الإصدار النهائي لكلا البرنامجين.
نورتن سكيوريتي حصل على جميع خصائص سابقه بنرنامج نورتن إنترنت سكيورتي (بما في ذلك مكافح الفيروسات، صلاحيات جدار الحماية الناري والبيانات الشخصية). بالإضافة إلى خواص برنامج نورت 360.
نورتن سكيوريتي متوفر في شكل 3 إصدارات:
- نورتن سكيوريرتي ستاندار (بالإنجليزية: Norton Security Standard)‏ متوفر بترخيص واحد للاستعمال في جهاز واحد فقط.
- نورتن سكيوريتي ديليكس (بالإنجليزية: Norton Security Deluxe)‏ مزود بخمس تراخيص
- نورتن سكيوريتي بريميوم[4] (بالإنجليزية: Norton Security Premium)‏ مزود بعشرة تراخيص مع ميزات إضافة كخاصية النسخ الاحتياطي بشكل متصل على مدار ذري بسعة تصل إلى حد 25 جيغابايت ولوحة تحكم سيمانتك الخاصة بالتحكم بالنظام الأمني للجهاز.[5]

جميع الإصدارات الخاصة بالبرنامج متوفرة على جميع أنظمة التشغيل.

## متطلبات التشغيل
- على نظام ويندوز[6]
  - ويندوز إكس بي (جميع الإصدارات 32 بت) مع حزمة الخدمات 3 أو أحدث.
  - ويندوز فيستا (جميع الإصدارات) مع حزمة الخدمات 1 أو أحدث.
  - ويندوز 7 (جميع الإصدارات) مع حزمة الخدمات 1 أو أحدث.
  - ويندوز 8/8.1 (جميع الإصدارات).
  - ويندوز 10 (جميع الإصدارات).
- على نظام ماك أو إس:
  - الإصدار الحالي وآخر إصدارين فارطين من نظام أو إس 10
- على نظام أندرويد
  - أندرويد 2.3 أو أحدث مع ضرورة تنصيب خدمات جوجل بلاي.
  - أندرويد 4 أو أحدث بالنسبة للتطبيقات الخاصة
- على نظام آي أو إس
  - آي أو إس 7 أو أحدث
  - آي أو إس 8 أو أحدث بالنسبة للتطبيقات الخاصة

## روابط خارجية
- الموقع الرسمي